# MSV Kremsier
Der Militär-Sportverein Kremsier war ein Fußballverein aus dem ostmährischen Kremsier, dem heute in Tschechien gelegenen Kroměříž.

## Geschichte
Über die Gründung des Vereins ist derzeit nichts bekannt. Die Fußballmannschaft nahm an der 1943 neu gegründeten Gauliga Böhmen-Mähren teil und wurde dort mit deutlichem Abstand hinter dem MSV Brünn Vizemeister in der Gruppe Mähren. Inwieweit zumindest zu Beginn der folgenden Spielzeit noch Spielbetrieb stattfand ist unklar, der Verein ging jedoch mit dem Deutschen Reich unter.